# Lars Fjällbäck
Lars Johan Fjällbäck, född 15 augusti 1883, död 5 januari 1960, var en svensk flygpionjär och  flygdirektör.
Fjällbäck tillhörde det svenska flygets pionjärer och avlade 1912 flygcertifikat nummer 4 efter att han genomgått flygutbildning för Blériot vid flygskolan i Pau, Frankrike. Under utbildningen började han skissa på en egen flygplanskonstruktion som han presenterade för några vänner vid återkomsten till Sverige. Tillsammans med Tord Ångström, Allan Jungner och Gösta von Porat bildade man Svenska Aeroplankonsortiet för att tillverka en kopia av Nieuport IV för det svenska arméflygets räkning. Tillsammans med Ångström startade han 1913 Svenska Aeroplanfabriken i en lokal på Götgatan i Stockholm där man skulle tillverka ett flygplan efter Fjällbäcks ritningar och idéskisser från Frankrike som fick smeknamnet Bastarden. Flygplanskroppen och vingarna blev färdigställda i slutet av 1913 och efter leverans av en 50 hk Gnôme-motor från Frankrike under våren 1914 blev flygplanet klart för provflygning som genomfördes av Ångström. Fjällbäck och  Ångström flög under sommaren 1914 runt i Mellansverige med texten Stomatol målat på flygplanet för att via reklamintäkten bekosta tillverkningen. Men när första världskriget utbröt i augusti 1914 mobiliserades flygplanet till arméns flygväsende. Tillsammans med Carl Cederström bildade han 1916 Nordiska Aviatik AB i Midsommarkransen för att tillverka flygplan för svenska arméflyget och Finlands flygvapen. Under en leveransflygning till Finland havererade flygplanet varvid Cederström och piloten Carl Gustaf Krokstedt omkom, vilket stoppade företagets fortsatta existens. Fjällbäck blev  flygöveringenjör vid svenska flygvapnet 1926 och chef för flygstyrelsens tekniska byrå samt utnämndes 1936 till flygdirektör av första graden.
Han var son till Johan Alfred Fjällbäck och Anna Carolina Carlsson och gift med musikdirektör Susie Bolling. De är begravda på Norra begravningsplatsen utanför Stockholm.